# Lamentação sobre o Cristo Morto (Bellini, Florença)
Lamentação sobre o Cristo Morto é uma pintura de c. 1500 tempera sobre painel do mestre renascentista italiano Giovanni Bellini mantida na Galeria Uffizi, em Florença.